# Papamosques follet
El papamosques follet (Stenostira scita) és un ocell de la família dels estenostírids (Stenostiridae).

## Hàbitat i distribució
Habita zones de sabanes, matolls i arbusts de Sud-àfrica, arribant cap al nord fins al sud de Namíbia i Botswana

## Descripció
Fa una llargària d'11–12 cm. Sense dimorfisme sexual. Gris per sobre. Cella i bigotera blanques que emmarquen una banda ocular negra. Primàries i secundàries negres amb una llista blanca travessant-les. Cua negra, exceptuant les plomes laterals que són blanques. Gola blanca, pit gris clar i ventre blanc amb un to gris rosaci al centre. Ull castany i bec i potes negres. Els joves són més brunosos.

## Taxonomia
Antany classificat als muscicàpids (Muscicapidae), estudis genètics van afavorir que s'inclogueren en la nova família dels estenostírids (Stenostiridae), com a única espècie del gènere Stenostira Cabanis et Bonaparte, 1850.